# Делірій
Делі́рій (від лат. delirium — марення) — патологічний стан свідомості людини, що характеризується зниженням здатності зосередити увагу, порушеним сприйняттям і мисленням. Це синдром, який спричинюють деякі хімічні речовини або чинники певних хвороб, що руйнують нейрони кори головного мозку. Іноді може бути єдиним окремим клінічним проявом деяких психічних розладів.
Хоча галюцинації при делірії часто присутні, симптоми, які породжують психози або галюциногени, клінічно відмінні від галюцинацій. У медичній термінології делірій не є синонімом сонливості, може виникати і без неї. Делірій не є також тотожним такому процесу, як деменція, хоча часто буває у пацієнтів з деменцією.
Делірій може бути гіперактивним, проявляються різні «позитивні» симптоми — ажитація або агресивність, а буває й гіпоактивним («тихе» марення) і проявляється в «негативних» симптомах (нездатність спілкуватися, фокусувати увагу або реагувати на стимули).
Із загального, немедичного погляду, пацієнт з делірієм, у якого є галюцинації, належить до більшості людей, у яких за медичними показаннями немає ні галюцинацій, ні марення. Марення в основному пов'язане з порушенням свідомості (наприклад, зменшення ясності усвідомлення навколишнього середовища). Зазвичай різкі коливання ходу марення потребують надання невідкладної допомоги.
Делірій — не хвороба, а клінічний синдром (сукупність симптомів), які є результатом якогось захворювання. Як і його компоненти (нездатність зосередити увагу, плутана свідомість і різні порушення в часовій та просторовій орієнтації), делірій — загальний симптоматичний прояв ураження мозку або психічної дисфункції (за будь-якої причини).
Без ретельної оцінки, делірій можна легко сплутати з низкою психічних розладів, оскільки багато його ознак і симптомів є умовою олігофренії, депресії і психозу. Делірій вражає 10—20 % усіх госпіталізованих дорослих та 30—40 % госпіталізованих хворих похилого віку і до 80 % пацієнтів відділення реанімації та інтенсивної терапії.
Лікування делірію потребує лікування першопричини. У деяких випадках тимчасове, паліативне або симптоматичне лікування використовується для полегшення стану пацієнтів і для підвищення якості лікування пацієнтів (наприклад, пацієнта, який, не розуміючи, намагається витягти трубки для вентиляції легенів, необхідні для життєдіяльності).
Пізнавальна інформація доступна для медиків і немедиків з відео, медичних прецедентів, лекцій, даних останніх досліджень, і навіть з коментарів сімей і близьких, які спостерігали за кимось, хто переживає епізод делірію.

## Визначення
Крім загального застосування, термін делірій часто використовується для позначення сонливості, дезорієнтації і галюцинацій. У медичній термінології під цей термін підпадає цілий ряд інших симптомів, у тому числі раптова нездатність зосередити увагу, іноді безсоння і серйозні хвилювання і роздратування, в цей самий час галюцинації, сонливість, дезорієнтація не є необхідними компонентами. Відомий як «стан гострого божевілля», делірій є однією з найстаріших форм психічного розладу, відомого в історії хвороб.
Є кілька медичних визначень делірію (у тому числі в DSM-IV і МКХ-10). Втім, всі вони зводяться до деяких основних особливостей:
- Розлад свідомості (зменшення ясності розуміння навколишнього середовища, зі зниженою здатністю орієнтуватись у просторі, часі та/або власній особистості);
- Зміни в когнітивних процесах (відчуття та сприймання, увага, мислення, мовлення, пам'ять);
- Продовжуваність від декількох годин до декількох днів, і схильність до коливань.

Спільні риси, як правило, включають в себе:
- Інтрузивні порушення свідомості, наприклад, галюцинації або розлади емоційних станів.

## Діагностика
Делірій слід відрізняти від інших процесів і синдромів, що викликають когнітивні дисфункції:
- Делірій можна відрізнити від психозу, у якому свідомість не порушена (проте деякі гострі психози, особливо з манією, спричинюють делірій).
- Делірій відрізняється від деменції (хронічного органічного мозкового синдрому), що характеризується набутими (не вродженими) і зазвичай незворотними когнітивними і психосоціальними зниженнями функцій. Деменція зазвичай є результатом ідентифікованого дегенеративного захворювання головного мозку (хвороба Альцгеймера, Хорея Хантінгтона). Деменція, як правило, не пов'язана зі зміною рівня свідомості, і діагноз деменції вимагає хронізації порушень.
- Делірій відрізняється від депресії.
- Делірій відрізняється від дефіциту уваги, що виникає в результаті довгого терміну навчання і є різновидом природженої дисфункції головного мозку. Делірієм також називають «стан гострого божевілля» або «гострий мозковий синдром». Ключові слова обох цих описів — «гострий» (у значенні: гострий приступ), так як маячнею можуть характеризуватись багато клінічних (симптоматичних) ознак олігофренії, інвалідності внаслідок вад розвитку, або синдромом дефіциту уваги і гіперактивності, з одним важливим поясненням: за винятком тривалості симптомів.
- Делірій — не дезорієнтація, хоча обидва ці синдроми можуть дублювати один одного. Однак дезорієнтований пацієнт може не мати психічних порушень, а особа з делірієм може не мати дезорієнтації.

Для точного діагнозу делірію можуть бути використані кілька достовірних і надійних критеріїв оцінки стану пацієнта.

## Делірій у лікарняних умовах
Найбільше поширення делірію (часто 50 % до 75 % пацієнтів), як правило, спостерігається у хворих в критичному стані у відділеннях інтенсивної терапії, або реанімації. Причини делірію у таких пацієнтів залежить від основного захворювання, виникнення нових розладів, таких як сепсис і низький рівень кисню, а також від дії заспокійливих препаратів і великої кількості лікарських засобів, які майже повсюдно надаються всім пацієнтам відділень інтенсивної терапії та реанімації. Поза відділеннями інтенсивної терапії та реанімації, в лікарняних палатах та у будинках для людей похилого віку, питання делірію також є дуже важливою медичною проблемою, особливо для літніх пацієнтів. Крім того, кожен четвертий пацієнт страждає від приступів делірію щонайменше один раз під час свого перебування в лікарні.

## Клінічні прояви
Делірій може мати багато ступенів тяжкості, всі симптоми можуть проявлятися з різним ступенем інтенсивності. Легкі порушення уваги можуть призвести до порушень, що унеможливлюють вирішення складних питань. Коли делірій набирає складнішої форми, він може порушувати інші психічні функції, і може бути настільки сильним, що стан пацієнта межує з станом несвідомості або вегетативним станом.

### Порушення уваги
Хворий з делірієм втрачає здатність до чіткого і послідовного формулювання думки. Це може проявлятись у дезорганізованому або нескладному мовленні, нездатності зосередитися (фокусувати увагу), або у відсутності будь-якого цілеспрямованого мислення. Ці обмеження в мисленні також можуть проявлятися у вигляді безцільної поведінки або, як труднощі з виконанням одного цільового завдання — до такої міри, що людина із делірієм може почати виконувати незавершені або непов'язані між собою дії.
Дезорієнтація (ще один симптом делірію, і звичайно, трохи важчий) характеризується втратою усвідомлення оточуючого середовища, навколишнього середовища та умов існування людини. Дезорієнтація може супроводжувати делірій, але це не є обов'язковим. Може виникати дезорієнтація в часі (хворий не знає який зараз час доби, день тижня, місяць, сезон чи рік), в просторі (хворий не знає, де знаходиться) або у власній особистості (хворий не знає, хто він).
Когнітивна функція може бути порушена достатнім чином, аби утворити медичні критерії для делірію, навіть якщо зберігається орієнтація. Таким чином, пацієнт, який повністю усвідомлює, де він знаходяться і хто він такий, але не може згадати, тому що він не може зосередитися, за медичними показниками також страждає на делірій. Стан делірію, який є знайомим для середньостатистичної людини — це той, що виникає під час різкого болю, надмірного недосипання або емоційного шоку.

### Порушення пам'яті
Розлади сприйняття можуть також включати тимчасове обмеження можливостей формування короткострокової або довгострокової пам'яті. Може порушитись здатність виконання складних завдань для короткострокової пам'яті, таких як запам'ятовування номера телефону тощо. У той же час простіші завдання для короткострокової пам'яті, як повторення окремих слів чи запам'ятовування нескладних питань аби дати на них відповідь, можуть виконуватись без порушень. Для делірію звичайним явищем є зменшення здатності формування довгострокової пам'яті, оскільки це вимагає більшої зосередженості аніж, наприклад, для виконання завдань короткострокової. Проте, оскільки для збереження давніших спогадів не потребує концентрації, довгострокова пам'ять і спогади, набуті до настання стану делірію зберігаються без змін у всіх випадках, окрім найважчих стадій (втрата спогадів відбувається не через сам делірій, а через інші патології мозку).

### Порушеннясприйняттяістан афекту
Галюцинації (сприйняття чуттєвого досвіду при відсутності зовнішнього джерела) або викривлення реальності можуть спостерігатись в стані делірію, але вони не є необхідними чинниками для постановки діагнозу. Зазвичай це візуальні відхилення (особливо спостерігаються під час білої гарячки, спричиненої надмірним споживанням алкоголю) або спотворення розмірів або інтенсивності руху в навколишньому середовищі.
Під час стану делірію можуть з'являтись дивні переконання і уявлення, але це не вважається постійним маренням в клінічному значенні, а їх розглядають як короткострокові (тимчасові марення). Цікавим є те, що після того, як хворий пережив делірій, у нього можуть залишитись хибні спогади, набуті ним під впливом порушень орієнтації у просторі, чи спотворення сприйняття, які сталися під час марення. В інших випадках делірій може спричинити нездатності відрізнити реальність від снів.
Делірій може мати неабиякий вплив на емоційний стан людини. Емоційний стан людини, що страждає на делірій, може різко коливатися між, наприклад, жахом, смутком, та веселощами.

## Тривалість
Тривалість делірію, як правило, залежить від початкової причини його виникнення. Якщо делірій виникає на тлі хвороби з гарячкою, то він зникає по мірі зникнення у хворого гарячки. Однак, уже давно були підозри, що в деяких випадках делірій зберігається протягом декількох місяців і що він навіть може супроводжуватись порушенням когнітивної функції. Останні дослідження підтверджують, що пацієнти, які пережили період делірію, мають підвищений ризик розвитку деменції у наступні роки.

## Причини
Делірій, як сплутаність свідомості — дуже загальний і неспецифічний синдром мозкової дисфункції. На додаток до багатьох органічних причин, що стосуються структурних дефектів або метаболічних порушень в мозку, є також психіатричні причини, які можуть включати в себе компонент психічного або емоційного стресу, або психічне захворювання.
Делірій може бути викликаний серйозними фізичними захворюваннями, або будь-яким процесом, який перешкоджає нормальному обміну або функції головного мозку. Наприклад, гарячка, біль, отруєння (у тому числі токсичні реакції наркотиків), черепно-мозкова травма, хірургія, травматичний шок, гостра нестача поживних речовин, води або сну (мозкове голодування), і навіть симптоми виведення деяких наркотиків і алкоголю. Крім того, існує взаємозв'язок між гострими і хронічними симптомами дисфункції головного мозку. Дуже поширена причина делірію у літніх людей — інфекція сечовивідних шляхів.
Основні категорії причин виникнення делірію включають:

### Критичний стан
Найпоширенішим проявом гострої дисфункцією мозку є делірій, який виникає у 60—80 % медичних та хірургічних пацієнтів відділень інтенсивної терапії та реанімації, яким роблять штучну вентиляцію легенів, та у 50—70 % пацієнтів, яким штучну вентиляцію не роблять. Під час перебування у відділенні інтенсивної терапії, гострий делірій пов'язаний з ускладненнями механічної вентиляції. Делірій, що виник в відділеннях інтенсивної терапії передбачає від 3- до 11-кратного збільшення ризику смерті через 6 місяців навіть після встановлення контролю над відповідними чинниками, такими як тяжкість захворювання. Останнім часом, деякими дослідниками делірій було визнано шостою життєво важливою ознакою, і рекомендується включити оцінку делірію як частину повсякденної роботи відділень інтенсивної терапії. Люди похилого віку попадають в групу особливого ризику в цьому спектрі делірію і деменції. Чітке розуміння патофізіологічних механізмів делірію залишається недосяжним, незважаючи на поліпшення діагностики та потенційних методів лікування.

### Серйозні структурні розлади мозку
- Травма голови (наприклад, струс мозку, травматична кровотеча, відкрита травма черепа тощо)
- Серйозне структурне ушкодження, яке спричинює хвороба мозку (інсульт, спонтанні кровотечі, пухлини тощо)

### Неврологічні розлади
- Різноманітні неврологічні розлади
- Брак сну

### Кровоносні розлади
- Внутрішньочерепна гіпертензія

### Метаболічні розлади
- Гіпоксія
- Гіпоглікемія
- Дисбаланс електролітів (зневоднення, інтоксикація водою)

### Наркотичні речовини та отрути
- Інтоксикація різними наркотичними речовинами, алкоголем, анестезією
- Різке припинення хронічного вживання наркотичних речовин у людини з певними видами наркоманії (наприклад, алкоголь — біла гарячка, і багато інших седативних препаратів)
- Отрути (у тому числі окис вуглецю і метаболічна блокада)
- Медпрепарати, включаючи психотропні препарати

### Психічні розлади
Деякі психічні розлади, такі, як манія, або деякі види гострого психозу, можуть призвести до різких коливань порушення пізнавальної функції і здібності зосередитися. Однак, вони не є технічними причинами делірію, оскільки будь-які коливання когнітивних симптомів, які виникають в результаті таких психічних розладів розглядаються за визначенням, як результат психічного розладу і як його частина. Таким чином, можна сказати, що фізичні розлади викликають делірій як побічний ефект або симптом. Однак, такі симптоми може бути неможливо клінічно відрізнити від делірію, який є результатом фізичних розладів, якщо діагностика основних психічних розладів досі не проведена.

## Лікування
Лікування делірію досягається шляхом обробки причини первинної дисфункції або, в більшості випадків, причин, оскільки делірій часто багатофакторний. Вибір лінії фармакологічного лікування залежить від його причини. Антидепресанти є найбільш вивченими і найвикористовуванішими препаратами. Бензодіазепіни самі по собі можуть спричинити делірій або посилити його і, як правило, неефективні для лікування причини делірію, однак, якщо знайдена причина делірію, підійде седативно-гіпнотичне лікування, наприклад, вивід алкоголю або бензодіазепінів, а потім рекомендація бензодіазепінів. Паліативне або симптоматичне лікування делірію іноді необхідне, щоб покращити стан пацієнта. Антипсихотики, переважно з мінімальними антихолінергічним ефектом, такі, як галоперидол і рисперидон, можуть бути оптимальними.
Інші дані також свідчать, що немедикаментозні способи лікування можуть бути ефективними у зниженні захворюваності на делірій. Оскільки делірій є лише симптомом іншої проблеми, яка може бути дуже тонкою, розумне лікування пацієнта з делірієм вимагає високого ступеня майстерності.
Існують припущення, що інгібітори холінестерази можуть бути ефективними при лікуванні делірію, але поки що доказів для цього недостатньо.

## Згадки про делірій
А. Сімс вказує на «чудовий докладний й розширений опис» делірію в «Розповіді мандрівного актора» із «Посмертних записок Піквікського клубу» Чарльза Діккенса.